# Shirley Marulanda
Shirley Anayanice Marulanda Rivera (Pereira, 29 de noviembre de 1982) es una actriz de cine, televisión, y doblaje colombiana, reconocida por su participación en las películas de Fernando Ayllón Y nos fuimos pa'l mundial y Si saben cómo me pongo ¿pa' qué me invitan?. También es conocida en el mundo del doblaje por ser la voz de Sora Naegino en Kaleido Star y Pinoko en Black Jack.

## Carrera
Marulanda inició su carrera como actriz en producciones teatrales a mediados de la década de 2000. En 2010 apareció en la serie de Fox Telecolombia Un sueño llamado salsa. Ese mismo año apareció en las series A corazón abierto y Salvador de mujeres. Otras de sus participaciones en televisión a partir de entonces incluyen producciones como El Capo, Bloque de búsqueda, El Chapo e Infieles.
En 2018 debutó en el cine de la mano del director Fernando Ayllón en los largometrajes Y nos fuimos pa'l mundial y Si saben cómo me pongo ¿pa' qué me invitan?, y con el director Andrés Orjuela en el telefilme Santo cachón. Marulanda también se ha desempeñado como actriz de voz, principalmente en la realización de doblajes de producciones extranjeras, más específicamente caricaturas y anime, sus papeles más conocidos fueron Sora Naegino en Kaleido Star, Pinoko en Black Jack, Rosita Fresita (Strawberry Shortcake) en la versión de 2003, Miyuki Ayukawa en Basquash!, Polly pocket en sus películas del 2000, Neon Nonstrade en Cazador X (Hunter x Hunter), Mina Simington en Yu-Gi-Oh! 5D's, Draculaura y Howleen Wolf en el doblaje colombiano de Monster High, entre otros.

## Filmografía

### Televisión
| Año       | Título                 | Personaje              | Canal              |
| --------- | ---------------------- | ---------------------- | ------------------ |
| 2023      | El turno de la noche   | Lola                   | Canal Capital      |
| 2022      | Parias                 | Silvia                 | Canal 13           |
| 2021-2022 | Última hora            | Pamela                 | Prime Video        |
| 2021      | Enfermeras             | Angelis                | Canal RCN          |
| 2020      | Operación pacifico     | Nubia                  | Telemundo          |
| 2019      | El final del paraíso   | Enfermera              | Telemundo          |
| 2018      | 5 minutitos más        |                        | Youtube            |
| 2017      | Infieles               | Ep: Mayi a la crema    | Canal 1            |
| 2017      | El Chapo               | Conductora de Noticias | Univision          |
| 2016      | Bloque de búsqueda     |                        | Canal RCN          |
| 2014      | El Chivo               |                        | UniMas             |
| 2012-2013 | Corazones blindados    |                        | Canal RCN          |
| 2012      | El capo                |                        | Canal RCN          |
| 2010-2011 | A corazón abierto      |                        | Canal RCN          |
| 2010-2011 | Un sueño llamado salsa |                        | Canal RCN          |
| 2010      | Salvador de mujeres    | Elena                  | Venevision         |
| 2009      | Tu voz estéreo         | Varios personajes      | Caracol Televisión |

## Cine
| Año  | Título                                      | Personaje | Nota |
| ---- | ------------------------------------------- | --------- | ---- |
| 2020 | Ni de coñas                                 | Lorena    |      |
| 2018 | Si saben cómo me pongo ¿pa' qué me invitan? | Lorena    |      |
| 2018 | Y nos fuimos pa'l mundial                   | Shirley   |      |
| 2018 | Santo cachón.                               | Milena    |      |